# Zakrzów (powiat jędrzejowski)
Zakrzów – wieś w Polsce, położona w województwie świętokrzyskim, w powiecie jędrzejowskim, w gminie Oksa.
W latach 1975–1998 wieś należała administracyjnie do województwa kieleckiego.
27 września 1944 żandarmeria niemiecka w odwecie za śmierć kilku Niemców w bitwie z partyzantami w okolicach Radkowa spacyfikowała wieś. Zamordowano 5 osób i spalono 16 gospodarstw.

## Integralne części wsi
| SIMC    | Nazwa      | Rodzaj    |
| ------- | ---------- | --------- |
| 0256923 | Błonie     | część wsi |
| 0256930 | Górki      | część wsi |
| 0256946 | Korea      | część wsi |
| 0256952 | Sianożątka | część wsi |
| 0256969 | Wrona      | część wsi |

## Zabytki
Park z I połowy XIX w., wpisany do rejestru zabytków nieruchomych (nr rej.: A.131 z 5.12.1957).

## Osoby związane z Zakrzowem
- Florian Krassowski (ur. 1816 w Mężeninie, zm. 1889 w Zakrzowie) – polski lekarz, publicysta, epidemiolog.